# ГДР на Играх доброй воли
ГДР принимала участие в летних Играх доброй воли 1986 и 1990 годов. Затем, после объединения Германии в 1990 году, на Играх стала выступать команда Германии.
На всех Играх спортивные делегации ГДР завоевали всего 71 медаль, из них 18 золотых.

## Медальный зачёт

### Медали на летних Играх
| Игры        | Золото | Серебро | Бронза | Всего | Место |
| Москва 1986 | 7      | 11      | 10     | 28    | 3     |
| Сиэтл 1990  | 11     | 8       | 24     | 43    | 3     |
| Всего       | 18     | 19      | 34     | 71    |       |